# Sütəmurdov
Sütəmurdov è un comune dell'Azerbaigian situato nel distretto di Lənkəran.